# Cúrio e Apuleio
Cúrio e Apuleio eram chefes dos lusitanos, uma tribo proto-celta do oeste Hispânia. Eles foram ativos na última fase da Guerra Lusitana.
Fontes os descrevem como chefiando uma gangue de ladrões que lutaram contra Quinto Fábio Máximo Serviliano enquanto ele entrava na Lusitânia em busca de Viriato. Embora seja geralmente aceito que eles comandaram as forças lusitanas, sua nacionalidade é contestada devido a seus nomes ostensivamente romanos. Argumentou-se que eles poderiam ser ibéricos romanizados ou desertores romanos que adotaram costumes tribais locais. A relação deles com Viriato também é um mistério. A tradição oral faz com que sirvam como tenentes do líder lusitano, mas é mais provável que fossem rebeldes independentes das terras ao sul do rio Tejo, inspirados por, mas não afiliados, a Viriato. De qualquer forma, o grande tamanho de suas forças é considerado prova de que eram autênticos comandantes militares e não meros bandidos.
Em 140 a.C., depois de conquistar a Betúria e outras cinco cidades, Serviliano marchou com seus dezessete mil soldados remanescentes e atacou os cônios em seu caminho. Quando ele se aproximava do rio Guadiana, Cúrio e Apuleio o emboscaram com um contingente de dez mil homens, pegando-o de surpresa e roubando sua pilhagem. No entanto, a vitória lusitana foi efêmera, pois eles decidiram dividir suas forças para Cúrio recuar com os saqueadores e um grande número de prisioneiros. Isso permitiu que Serviliano se recuperasse e iniciasse um contra-ataque, no qual Cúrio foi morto e a pilhagem foi recuperada. Os romanos continuaram sua marcha através da Lusitânia, onde seriam derrotados por Viriato e forçados a assinar um tratado de paz.

## Etimologia
É tradicionalmente considerado que ostentavam nomes romanos, abrindo várias teorias sobre suas identidades. No entanto, foi sugerido que os cronistas antigos poderiam ter entendido mal seus nomes e os transformado em patronímicos romanos. Sob essa visão, "Apuleio" pode ser uma confusão de um nome celta como o "Apulo" ou "Apano" preexistente, enquanto "Cúrio" viria de "Coutio" ou "Curundo".